# Rinofaringite
Per rinofaringite si intende un'infiammazione della mucosa di naso e faringe riconducibile a virus influenzali, parainfluenzali e del raffreddore comune (come gli adenovirus). Il freddo può scatenare la rinofaringite rallentando i normali processi immunitari sia direttamente sia attraverso il naturale meccanismo di difesa degli organi interni dal congelamento che fa richiamare verso gli stessi parte del sangue normalmente presente nei vasi esterni.